# Evert van Roden

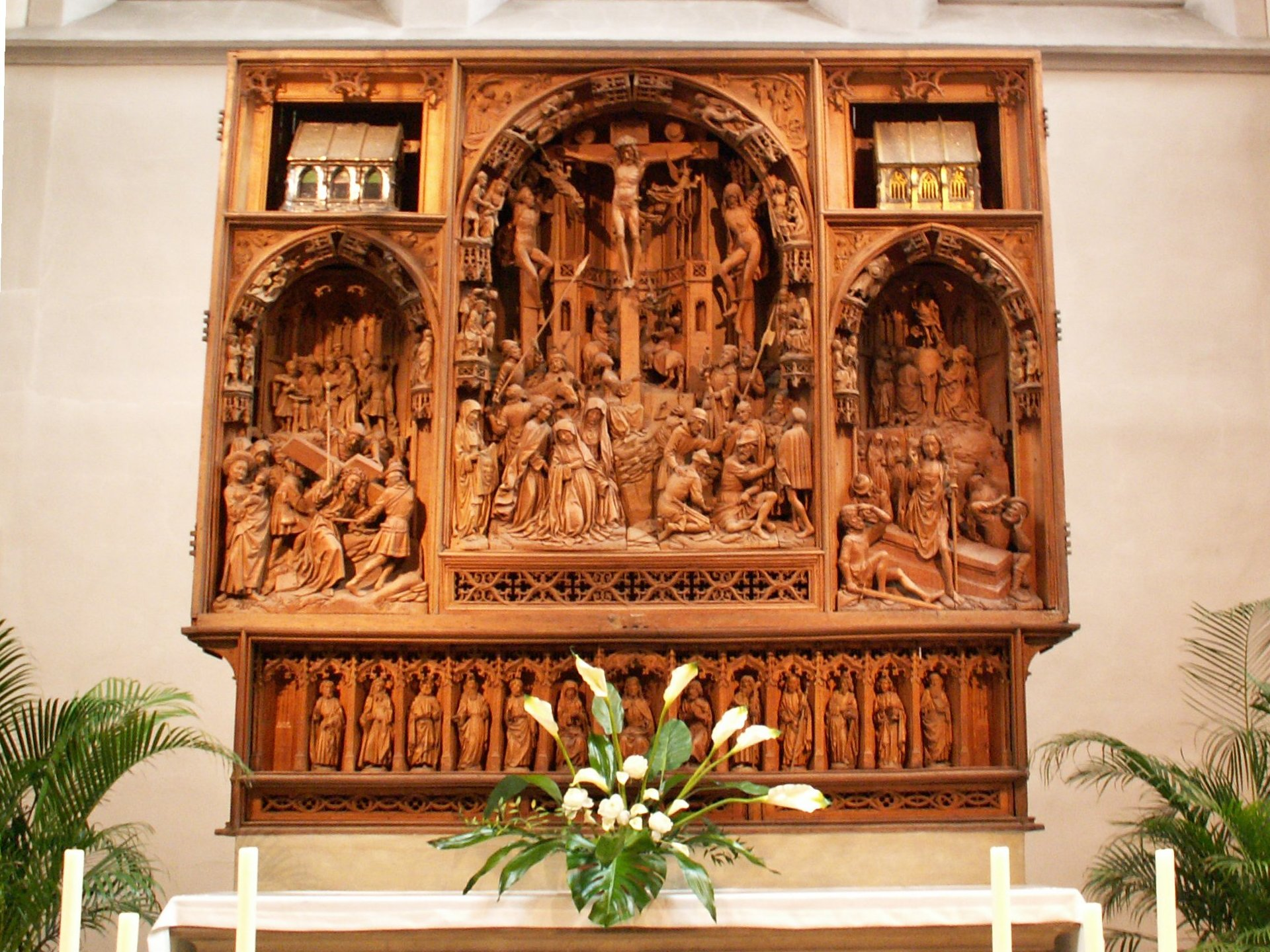
Altar der Stiftskirche St. Johann in Osnabrück. Nach diesem Werk wurde van Roden bis 1987 unter dem Notnamen Meister des Johannisaltars geführt.

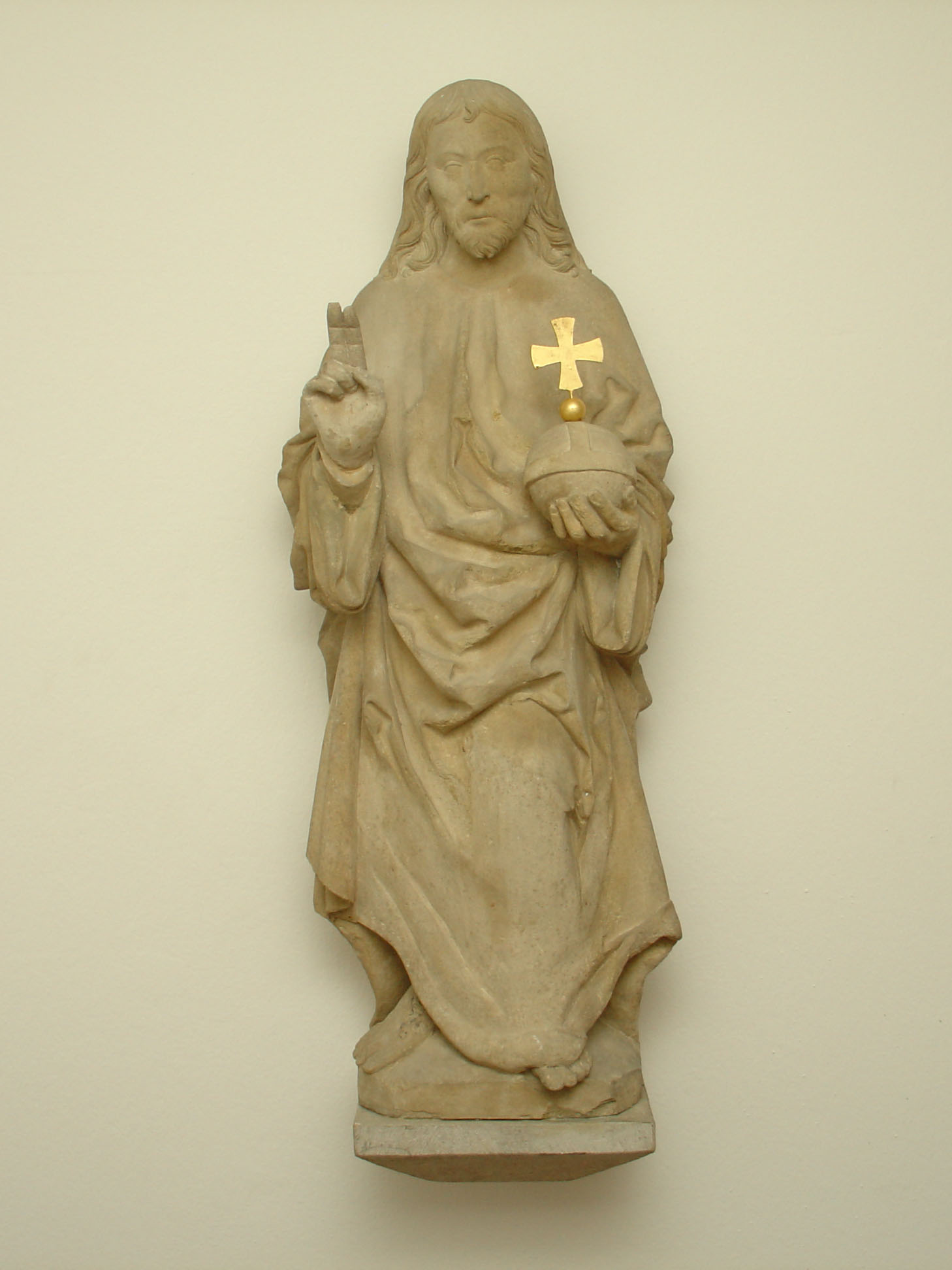
Christusfigur vom Lettner des Klosters Marienfeld, heute im Franziskanerkloster Wiedenbrück

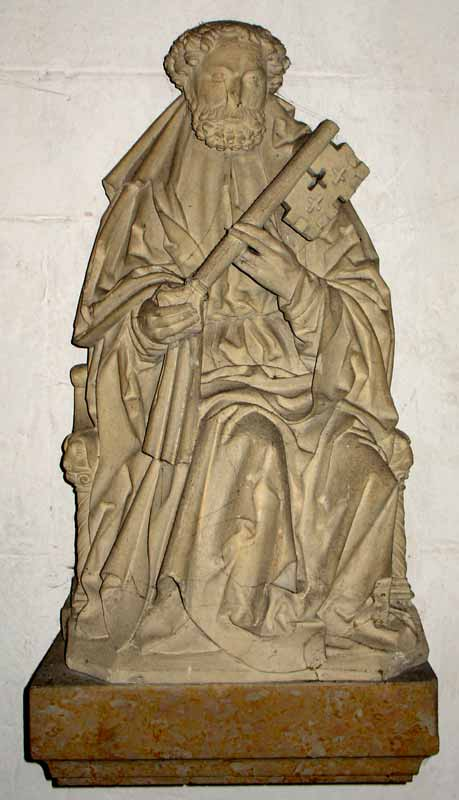
Apostel Petrus im nördlichen Seitenschiff der ehemaligen Abteikirche Marienfeld

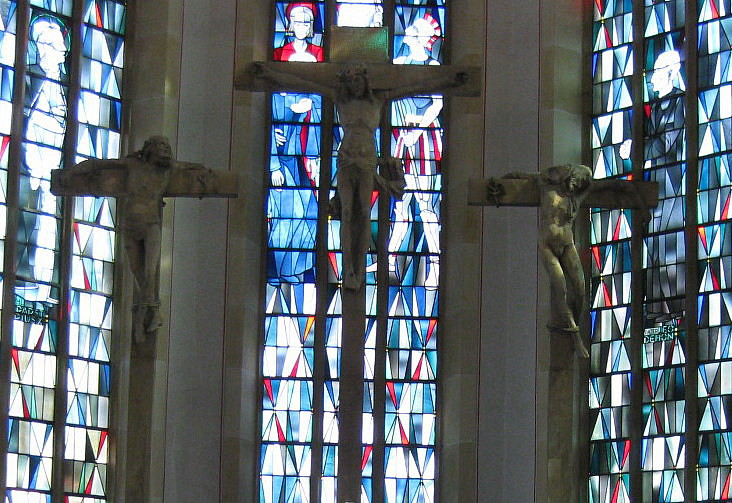
Kreuzigungsgruppe im Chor der Herz-Jesu-Kirche in Osnabrück

Evert van Roden war ein Bildhauer der Spätgotik aus Münster.
Die Kunstgeschichte führte ihn bis zur Zuschreibung seiner Werke unter dem Notnamen Meister des Johannisaltars. Erst Reinhard Karrenbrock wies in seiner Dissertation 1987 nach, dass der Meister der Johanniskirche von Osnabrück und Evert van Roden identisch sind. Evert van Roden arbeitete in Stein, aber auch in Eichenholz.

## Leben
Von Evert van Roden sind nur wenige Lebensdaten bezeugt, so erstmals in einer Urkunde von 1487 zusammen mit dem Münsteraner Maler Johann von Soest. Dieser war auch unter dem Notnamen Meister von Liesborn bekannt, schuf den Brömsen-Altar in der Lübecker Jakobikirche und stattete sie mit seinen Gemälden aus. Evert van Roden war in Münster Zeitgenosse des Bildhauers Heinrich Brabender (* um 1475; † um 1537), der von der Kunstgeschichte bis ins erste Jahrzehnt des 20. Jahrhunderts als Meister des Einzugs Christi bezeichnet wurde. Evert van Roden war wahrscheinlich älter als Brabender, mit dem er ebenfalls zusammenarbeitete. In Evert van Rodens großer Werkstatt wurde vermutlich Heinrich Brabenders Sohn Johann Brabender († 1561/1562) ausgebildet, dessen Arbeiten bereits von der Renaissance geprägt sind. Diese Werkstatt ist in Münster zwischen 1485 und 1517 belegt.

## Werke
Evert van Rodens frühestes Werk befindet sich in der Erphokapelle der Mauritzkirche in Münster. Es ist das Epitaph des Dechanten Johann Belholt († 1489). Sein Hauptwerk ist in Osnabrück erhalten, wo es anders als in seiner Heimatstadt Münster keine Zerstörungen durch das Täuferreich gab. Der Passionsaltar (um 1512) mit Szenen vom Leiden und der Auferstehung Christi, der van Roden seinen Notnamen gab, steht in der ehemaligen Stiftskirche St. Johann. Die Seitenflügel, die wahrscheinlich gemalt waren, gingen im Dreißigjährigen Krieg verloren. Etwa acht Jahre später entstand die Große Kreuzigungsgruppe in der benachbarten kleinen Kirche.
Im Osnabrücker Dom St. Peter blieben die Apostelfiguren aus der Zeit um 1525 erhalten, die sich an acht Pfeilern des Mittelschiffs befinden. Auf Evert van Roden geht auch die Kreuzigungsgruppe aus der Spätzeit seines Schaffens zurück, die sich bis 1990 an der unmittelbar benachbarten Gymnasialkirche befand und in die Herz-Jesu-Kirche am Herrenteichswall versetzt wurde. An der Gymnasialkirche wurde ein Abguss angebracht.
In Nordrhein-Westfalen stammt von ihm der Kalvarienberg von 1490 aus der katholischen Pfarrkirche in Füchtorf. Er galt mehr als hundert Jahre als verschollen und war nur in einem Foto überliefert. Es stellte sich heraus, dass es doch erhalten war und befindet sich im Besitz des Bistums Münster.
Ein weiteres Werk Evert van Rodens ist eine Madonna in der Katharinenkirche der Burganlage Bentheim bei Rheine. Eine steinerne Marienklage (um 1520) findet sich in Steinfurt in der Stiftskapelle, einem Anbau der Pfarrkirche St. Nikomedes. In der Kirche des ehemaligen Zisterzienserklosters in Marienfeld blieb am ursprünglichen Ort die Ausstattung des Lettners erhalten, der um 1520/25 entstand. Dazu zählen 12 Apostelfiguren sowie der Kreuzaltar, einer der beiden Seitenaltäre. Der zweite Seitenaltar, dem Hl. Antonius geweiht, steht heute im LWL-Landesmuseums für Kunst und Kulturgeschichte in Münster.
Das Philippus-Jakobus-Altarretabel aus dem Paderborner Dom (um 1515) von Evert van Roden und Heinrich Brabender gehört zum Bestand des LWL-Landesmuseums für Kunst und Kulturgeschichte in Münster, ebenso wie Fragmente des Kalvarienbergs aus dem Dom zu Münster. Kalvarienberge aus seiner Werkstatt, die um 1500 entstanden, befinden sich zudem in Langenberg bei Wiedenbrück, Warburg und Horstmar, außerdem aus der Zeit zwischen 1520 und 1525 in der Propsteikirche in Werl.
Im Bremer Dom St. Petri befindet sich der Orgellettner mit den Reliefs von St. Willehad, dem ersten Bischof der Stadt, und Karls des Großen.
In Lübeck ist der Kreuzigungsaltar der Brömsenkapelle in der Jakobikirche erhalten. Evert van Roden schuf ihn zwischen 1488 und 1500. Seine Steinskulptur gilt als „zweifellos die subtilste Steinskulptur der ausgehenden Gotik (...) [deren] erlesene Feinheit und Eleganz (...) den Lübecker Bürgermeister veranlasst [haben dürfte], diesen Auftrag trotz der Konkurrenz Bernt Notkes nach Westfalen zu vergeben“.
Evert van Rodens Schaffen wurde auch zum Vorbild für Künstler der Gegenwart. So ist der Kreuzaltar in der St. Walburga-Kirche in Meschede eine Nachbildung des Kreuzigungsretabels, das um 1525 in Evert van Rodens Werkstatt für die ehemalige Klosterkirche Marienfeld angefertigt wurde. Der dreiflügelige neogotische Reliefaltar aus Sandstein wurde um 1911 von dem Bildhauer Anton Mormann aus Wiedenbrück geschaffen.

## Auszeichnungen
Nach van Roden ist in Marienfeld eine Straße benannt, da van Roden der Meister des Lettners in der dortigen Klosterkirche war.